# أشا علي
أشا علي (بالسويدية: Asha Ali)‏ هي مغنية مؤلفة سويدية، ولدت في 7 يونيو 1980 في إثيوبيا.

## وصلات خارجية
- أشا علي على موقع ميوزك برينز (الإنجليزية)
- أشا علي على موقع أول ميوزيك (الإنجليزية)
- أشا علي على موقع ديسكوغز (الإنجليزية)